# 구보타 아키라
구보타 아키라(일본어: 久保田 陽, 1973년 4월 12일 ~ )는 일본의 전 축구 선수이다.

## 구단 경력
1992년 일본 사커 리그의 감바 오사카에 입단했다. 1995년 재팬 풋볼 리그의 교토 퍼플 상가로 이적했다. 1995년 재팬 풋볼 리그 준우승으로 J1리그로 승격했다. 1997년부터 2001년까지 사가와 급편 오사카에서 뛰었다. 2001년후 현역 은퇴.